# Piney Point Village, Texas
Piney Point Village là một thành phố thuộc quận Harris, tiểu bang Texas, Hoa Kỳ. Năm 2010, dân số của xã này là 3125 người.

## Dân số
- Dân số năm 2000: 3380 người.
- Dân số năm 2010: 3125 người.